# Laccophilus caiaricus
Laccophilus caiaricus är en skalbaggsart som beskrevs av Guignot 1956. Laccophilus caiaricus ingår i släktet Laccophilus och familjen dykare. Inga underarter finns listade i Catalogue of Life.